# Divisió de Tanintharyi
La divisió de Tanintharyi o Tenasserim és una subdivisió administrativa de Birmània, situada a l'extrem sud del país. La capital n'és Dawei o Tavoy, a la part nord de la divisió i la principal ciutat n'és Mergui.

Bandera oficial de la divisió de Tanintharyi

Té 43.328 km² i 1.000.000 d'habitants. Afronta amb l'estat Mon pel nord i Tailàndia per l'est. Ocupa un estreta franja de la costa banyada per la mar d'Adaman. Arriba fins a la punta Kawthaung, extrem sud de Myanmar. Es divideix en els districtes següents:
- Districte d'Amherst
- Districte de Mergui
- Districte de Tavoy
- Districte de Thaton
- Districte de Toungoo

A la costa hi ha moltes illes, especialment el grup Heinze, el grup Maung-Magan, i el grup Mergui (arxipèlag de Mergui), amb unes 800 illes, on es practica la pesca de perles, i es desenvolupa el turisme per la presència de corals, taurons i altres atraccions, i per una frondosa vida vegetal en moltes illes que estan deshabitades.

## Història
Wariyu, rei de Martaban, va dominar la regió al segle xiii. Alompra va conquerir el territori poc abans de 1760. El 1826, el territori al sud del Salween fou cedit oficialment als britànics pel tractat de Yandabu, i la resta fou annexionada després de la Segona Guerra anglobirmana.
Formà part de la Baixa Birmània des de 1826. La capital en fou Moulmein. La superfície era de 93.437 km² i la població de 576.977 el 1872, de 772.620 el 1881, de 912.051 el 1891, i d'1.159.558 el 1901. La formaven els districtes següents:
- Districte de Toungoo
- Districte de Salween
- Districte de Thaton
- Districte d'Amherst
- Districte de Tavoy
- Districte de Mergui

La divisió incloïa 4.663 pobles i 8 ciutats, i en destacaven Moulmein (58.446 habitants el 1901), Tavoy o Dawei (22.371), Toungoo (15.837), Thaton (14.342) i Mergui (11.987). La població era de majoria birmana (450.000) seguida dels karens (300.000), mons (210.000), pa-os, xans i tais. Pràcticament un milió de persones eren budistes, 45.000 animistes, 37.000 musulmans, 45.000 hindús i 38.000 cristians.
Part de la divisió fou integrada en l'estat Mon el 1948. Definits els límits el 1974, la divisió va quedar com actualment i la capital fixada a Dawei. El 1989, l'antic nom de Tenasserim fou substituït per la versió birmana Tanintharyi.